# Bahnstrecke Villeneuve-Saint-Georges–Montargis
| Die viergleisige Pont d’Athis-Mons über die Seine, Blickrichtung Juvisy, 1987 |                                   |                                                              |                                                             |
| Streckennummer (SNCF): | 745 000                           |                                                              |                                                             |
| Kursbuchstrecke (SNCF): | 233, 234, 236                     |                                                              |                                                             |
| Streckenlänge: | 109 km                            |                                                              |                                                             |
| Spurweite: | 1435 mm (Normalspur)              |                                                              |                                                             |
| Stromsystem: | 1,5 kV (Villeneuve–Malesherbes) = |                                                              |                                                             |
| Maximale Neigung: | 10 ‰                              |                                                              |                                                             |
| Streckengeschwindigkeit: | 100–135 km/h                      |                                                              |                                                             |
| Zweigleisigkeit: | ja (Villeneuve–Malesherbes)       |                                                              |                                                             |
| |                                   |                                                              |                                                             |
| \| \| \| Bahnstrecke Paris–Marseille von Gare de Lyon \| \| \| \| 14,4 \| Villeneuve-Saint-Georges \| Villeneuve-Saint-Georges \| \| \| ~14,9 \| Yerres \| Yerres \| \| \| ~15,1 \| Département Val-de-Marne / Essonne \| Département Val-de-Marne / Essonne \| \| \| \| Bahnstrecke Paris–Marseille nach Bahnhof Marseille \| \| \| \| 17,8 \| Vigneux-sur-Seine \| Vigneux-sur-Seine \| \| \| 18,9 \| Seine (Pont d’Athis-Mons; 184 m) \| Seine (Pont d’Athis-Mons; 184 m) \| \| \| \| \| \| \| \| \| Bahnstrecke Paris–Bordeaux von Gare d’Austerlitz \| \| \| \| \| \| \| \| \| 21,1 \| Juvisy \| Juvisy \| \| \| \| Bahnstrecke Paris–Bordeaux nach Bordeaux-Saint-Jean \| \| \| \| 22,7 \| Orge \| Orge \| \| \| 22,7 \| Viry-Châtillon \| Viry-Châtillon \| \| \| 23,9 \| Grigny-Val-de-Seine \| Grigny-Val-de-Seine \| \| \| 23,9 \| Abzw. Grigny (Bahnstrecke Grigny–Orbeil-Essonnes) \| Abzw. Grigny (Bahnstrecke Grigny–Orbeil-Essonnes) \| \| \| 25,5 \| Ris-Orangis \| Ris-Orangis \| \| \| 27,6 \| Grand Bourg \| Grand Bourg \| \| \| 29,5 \| Évry-Val-de-Seine \| Évry-Val-de-Seine \| \| \| 31,1 \| A 104 \| A 104 \| \| \| 32,1 \| Bahnstrecke Grigny–Corbeil-Essonnes von Évry-Centre \| Bahnstrecke Grigny–Corbeil-Essonnes von Évry-Centre \| \| \| 32,4 \| Corbeil-Essonnes \| Corbeil-Essonnes \| \| \| \| Bahnstrecke Corbeil-Essonnes–Montereau \| \| \| \| 33,4 \| RN 7 (11 m) \| RN 7 (11 m) \| \| \| 33,4 \| Essonne (11 m) \| Essonne (11 m) \| \| \| 35,9 \| Moulin-Galant (55 m) \| Moulin-Galant (55 m) \| \| \| 36,5 \| Bahnstrecke Corbeil-Essonnes–Montereau nach Montereau \| Bahnstrecke Corbeil-Essonnes–Montereau nach Montereau \| \| \| 37,3 \| A 6 \| A 6 \| \| \| 39,3 \| Vanne \| Vanne \| \| \| 40,1 \| Mennecy \| Mennecy \| \| \| 42,8 \| Fontenay-le-Vicomte \| Fontenay-le-Vicomte \| \| \| 46,7 \| Ballancourt \| Ballancourt \| \| \| 52,5 \| La Ferté-Alais \| La Ferté-Alais \| \| \| 59,1 \| Boutigny \| Boutigny \| \| \| 64,3 \| Maisse \| Maisse \| \| \| ~64,4 \| D 837 (ehem. N 837) \| D 837 (ehem. N 837) \| \| \| 67,0 \| Buno-Gironville \| Buno-Gironville \| \| \| 67,6 \| Essonne \| Essonne \| \| \| 70,3 \| Boigneville \| Boigneville \| \| \| ~74,1 \| Département Essonne / Loiret \| Département Essonne / Loiret \| \| \| 76,6 \| Malesherbes \| Malesherbes \| \| \| ~77,2 \| D 2152 (ehem. N 51) \| D 2152 (ehem. N 51) \| \| \| 77,3 \| Bahnstrecke Bourron-Marlotte-Grez–Malesherbes v./n. Bourron \| Bahnstrecke Bourron-Marlotte-Grez–Malesherbes v./n. Bourron \| \| \| 79,2 \| Bahnstrecke Aubrais-Orléans–Malesherbes n. Aubrais-Orléans \| Bahnstrecke Aubrais-Orléans–Malesherbes n. Aubrais-Orléans \| \| \| 82,1 \| La Brosse \| La Brosse \| \| \| 84,9 \| Essonne \| Essonne \| \| \| 88,4 \| Puiseaux \| Puiseaux \| \| \| ~94,8 \| Département Loiret / Seine-et-Marne \| Département Loiret / Seine-et-Marne \| \| \| 95,4 \| Beaumont-Boësses \| Beaumont-Boësses \| \| \| ~96,5 \| Fusain \| Fusain \| \| \| ~97,0 \| Département Seine-et-Marne / Loiret \| Département Seine-et-Marne / Loiret \| \| \| ~99,3 \| D 975 (ehem. N 375) \| D 975 (ehem. N 375) \| \| \| 101,9 \| Auxy-Juranville \| Auxy-Juranville \| \| \| \| Bahnstrecke Auxy-Juranville–Bourges nach Bourges \| \| \| \| 102,3 \| A 19 \| A 19 \| \| \| 107,5 \| Lorcy \| Lorcy \| \| \| 114,1 \| Militär-Anschluss „Camp de Mignères“ \| Militär-Anschluss „Camp de Mignères“ \| \| \| 114,1 \| Mignères-Gondreville \| Mignères-Gondreville \| \| \| 117,1 \| A 77 \| A 77 \| \| \| 121,1 \| Solin (16 m) \| Solin (16 m) \| \| \| 121,1 \| Canal du Loing (88 m) \| Canal du Loing (88 m) \| \| \| 123,7 116,9 \| Bahnstrecke Moret-Veneux-les-Sablons–Lyon-Perrache v. Lyon \| Bahnstrecke Moret-Veneux-les-Sablons–Lyon-Perrache v. Lyon \| \| \| 116,9 \| Bahnstrecke Orléans–Montargis von Les Aubrais \| Bahnstrecke Orléans–Montargis von Les Aubrais \| \| \| 117,7 \| Montargis \| 89 m \| \| \| \| Bahnstrecke Montargis–Sens nach Sens \| \| \| \| \| Bahnstrecke Moret-Veneux-les-Sablons–Lyon-Perrache nach Lyon \| \| |                                   |                                                              |                                                             |
| |                                   | Bahnstrecke Paris–Marseille von Gare de Lyon                 |                                                             |
| Bahnhof | 14,4                              | Villeneuve-Saint-Georges                                     | Villeneuve-Saint-Georges                                    |
| Brücke über Wasserlauf | ~14,9                             | Yerres                                                       | Yerres                                                      |
| Grenze | ~15,1                             | Département Val-de-Marne / Essonne                           | Département Val-de-Marne / Essonne                          |
| Abzweig geradeaus und nach links |                                   | Bahnstrecke Paris–Marseille nach Bahnhof Marseille           | Bahnstrecke Paris–Marseille nach Bahnhof Marseille          |
| Bahnhof | 17,8                              | Vigneux-sur-Seine                                            | Vigneux-sur-Seine                                           |
| Brücke über Wasserlauf | 18,9                              | Seine (Pont d’Athis-Mons; 184 m)                             | Seine (Pont d’Athis-Mons; 184 m)                            |
| |                                   |                                                              |                                                             |
| Strecke quer · Abzweig geradeaus und von rechts |                                   | Bahnstrecke Paris–Bordeaux von Gare d’Austerlitz             | Bahnstrecke Paris–Bordeaux von Gare d’Austerlitz            |
| Überleitstelle / Spurwechsel |                                   |                                                              |                                                             |
| Bahnhof | 21,1                              | Juvisy                                                       | Juvisy                                                      |
| Strecke quer · Strecke nach rechts und nach rechts |                                   | Bahnstrecke Paris–Bordeaux nach Bordeaux-Saint-Jean          | Bahnstrecke Paris–Bordeaux nach Bordeaux-Saint-Jean         |
| Brücke über Wasserlauf | 22,7                              | Orge                                                         | Orge                                                        |
| Bahnhof | 22,7                              | Viry-Châtillon                                               | Viry-Châtillon                                              |
| Bahnhof | 23,9                              | Grigny-Val-de-Seine                                          | Grigny-Val-de-Seine                                         |
| Verschwenkung von links · Verschwenkung von rechts | 23,9                              | Abzw. Grigny (Bahnstrecke Grigny–Orbeil-Essonnes)            | Abzw. Grigny (Bahnstrecke Grigny–Orbeil-Essonnes)           |
| Bahnhof | 25,5                              | Ris-Orangis                                                  | Ris-Orangis                                                 |
| Bahnhof | 27,6                              | Grand Bourg                                                  | Grand Bourg                                                 |
| Bahnhof | 29,5                              | Évry-Val-de-Seine                                            | Évry-Val-de-Seine                                           |
| Strecke mit Straßenbrücke | 31,1                              | A 104                                                        | A 104                                                       |
| Verschwenkung nach links · Verschwenkung nach rechts | 32,1                              | Bahnstrecke Grigny–Corbeil-Essonnes von Évry-Centre          | Bahnstrecke Grigny–Corbeil-Essonnes von Évry-Centre         |
| Bahnhof | 32,4                              | Corbeil-Essonnes                                             | Corbeil-Essonnes                                            |
| Verschwenkung von links · Verschwenkung von rechts |                                   | Bahnstrecke Corbeil-Essonnes–Montereau                       | Bahnstrecke Corbeil-Essonnes–Montereau                      |
| Strecke mit Straßenbrücke | 33,4                              | RN 7 (11 m)                                                  | RN 7 (11 m)                                                 |
| Brücke über Wasserlauf | 33,4                              | Essonne (11 m)                                               | Essonne (11 m)                                              |
| Haltepunkt / Haltestelle | 35,9                              | Moulin-Galant (55 m)                                         | Moulin-Galant (55 m)                                        |
| Kreuzung quer und geradeaus oben | 36,5                              | Bahnstrecke Corbeil-Essonnes–Montereau nach Montereau        | Bahnstrecke Corbeil-Essonnes–Montereau nach Montereau       |
| Strecke mit Straßenbrücke | 37,3                              | A 6                                                          | A 6                                                         |
| Brücke über Wasserlauf | 39,3                              | Vanne                                                        | Vanne                                                       |
| Haltepunkt / Haltestelle | 40,1                              | Mennecy                                                      | Mennecy                                                     |
| ehemaliger Bahnhof | 42,8                              | Fontenay-le-Vicomte                                          | Fontenay-le-Vicomte                                         |
| Bahnhof | 46,7                              | Ballancourt                                                  | Ballancourt                                                 |
| Haltepunkt / Haltestelle | 52,5                              | La Ferté-Alais                                               | La Ferté-Alais                                              |
| Haltepunkt / Haltestelle | 59,1                              | Boutigny                                                     | Boutigny                                                    |
| Haltepunkt / Haltestelle | 64,3                              | Maisse                                                       | Maisse                                                      |
| Bahnübergang | ~64,4                             | D 837 (ehem. N 837)                                          | D 837 (ehem. N 837)                                         |
| Haltepunkt / Haltestelle | 67,0                              | Buno-Gironville                                              | Buno-Gironville                                             |
| Brücke über Wasserlauf | 67,6                              | Essonne                                                      | Essonne                                                     |
| Haltepunkt / Haltestelle | 70,3                              | Boigneville                                                  | Boigneville                                                 |
| Grenze | ~74,1                             | Département Essonne / Loiret                                 | Département Essonne / Loiret                                |
| Bahnhof | 76,6                              | Malesherbes                                                  | Malesherbes                                                 |
| Bahnübergang | ~77,2                             | D 2152 (ehem. N 51)                                          | D 2152 (ehem. N 51)                                         |
| Abzweig ehemals geradeaus, nach links und ehemals von links | 77,3                              | Bahnstrecke Bourron-Marlotte-Grez–Malesherbes v./n. Bourron  | Bahnstrecke Bourron-Marlotte-Grez–Malesherbes v./n. Bourron |
| Abzweig geradeaus und nach rechts (Strecke außer Betrieb) | 79,2                              | Bahnstrecke Aubrais-Orléans–Malesherbes n. Aubrais-Orléans   | Bahnstrecke Aubrais-Orléans–Malesherbes n. Aubrais-Orléans  |
| Haltepunkt / Haltestelle (Strecke außer Betrieb) | 82,1                              | La Brosse                                                    | La Brosse                                                   |
| Brücke über Wasserlauf (Strecke außer Betrieb) | 84,9                              | Essonne                                                      | Essonne                                                     |
| Bahnhof (Strecke außer Betrieb) | 88,4                              | Puiseaux                                                     | Puiseaux                                                    |
| Grenze | ~94,8                             | Département Loiret / Seine-et-Marne                          | Département Loiret / Seine-et-Marne                         |
| Bahnhof (Strecke außer Betrieb) | 95,4                              | Beaumont-Boësses                                             | Beaumont-Boësses                                            |
| Brücke über Wasserlauf (Strecke außer Betrieb) | ~96,5                             | Fusain                                                       | Fusain                                                      |
| Grenze | ~97,0                             | Département Seine-et-Marne / Loiret                          | Département Seine-et-Marne / Loiret                         |
| Bahnübergang (Strecke außer Betrieb) | ~99,3                             | D 975 (ehem. N 375)                                          | D 975 (ehem. N 375)                                         |
| ehemaliger Kopfbahnhof Strecke bis hier außer Betrieb | 101,9                             | Auxy-Juranville                                              | Auxy-Juranville                                             |
| Abzweig geradeaus und ehemals nach rechts |                                   | Bahnstrecke Auxy-Juranville–Bourges nach Bourges             | Bahnstrecke Auxy-Juranville–Bourges nach Bourges            |
| Strecke mit Straßenbrücke | 102,3                             | A 19                                                         | A 19                                                        |
| ehemaliger Bahnhof | 107,5                             | Lorcy                                                        | Lorcy                                                       |
| Abzweig geradeaus und ehemals nach rechts | 114,1                             | Militär-Anschluss „Camp de Mignères“                         | Militär-Anschluss „Camp de Mignères“                        |
| ehemaliger Bahnhof | 114,1                             | Mignères-Gondreville                                         | Mignères-Gondreville                                        |
| Strecke mit Straßenbrücke | 117,1                             | A 77                                                         | A 77                                                        |
| | 121,1                             | Solin (16 m)                                                 | Solin (16 m)                                                |
| | 121,1                             | Canal du Loing (88 m)                                        | Canal du Loing (88 m)                                       |
| Abzweig geradeaus und von links | 123,7 116,9                       | Bahnstrecke Moret-Veneux-les-Sablons–Lyon-Perrache v. Lyon   | Bahnstrecke Moret-Veneux-les-Sablons–Lyon-Perrache v. Lyon  |
| Abzweig geradeaus und von rechts | 116,9                             | Bahnstrecke Orléans–Montargis von Les Aubrais                | Bahnstrecke Orléans–Montargis von Les Aubrais               |
| Bahnhof | 117,7                             | Montargis                                                    | 89 m                                                        |
| Abzweig geradeaus und nach links |                                   | Bahnstrecke Montargis–Sens nach Sens                         | Bahnstrecke Montargis–Sens nach Sens                        |
| |                                   | Bahnstrecke Moret-Veneux-les-Sablons–Lyon-Perrache nach Lyon |                                                             |

Die Bahnstrecke Villeneuve-Saint-Georges–Montargis ist eine überwiegend zweigleisige Eisenbahnstrecke südlich von Paris in Frankreich. Sie stellt einerseits mit dem 184 Meter langen Pont d’Athis-Mons über die Seine eine Verbindung zwischen den beiden nach Süden gerichteten Strecken Paris–Marseille und Paris–Bordeaux dar, andererseits gehört sie zu den Strecken, die zu der Entflechtung der Schienenwege der Metropolregion Île-de-France beitragen. Sie liegt in den drei Départements Val-de-Marne, Essonne sowie Loiret und durchläuft für zwei Kilometer das Département Seine-et-Marne. Etwa die Hälfte der Strecke – der nördliche Teil – wird heute noch bedient.

## Geschichte

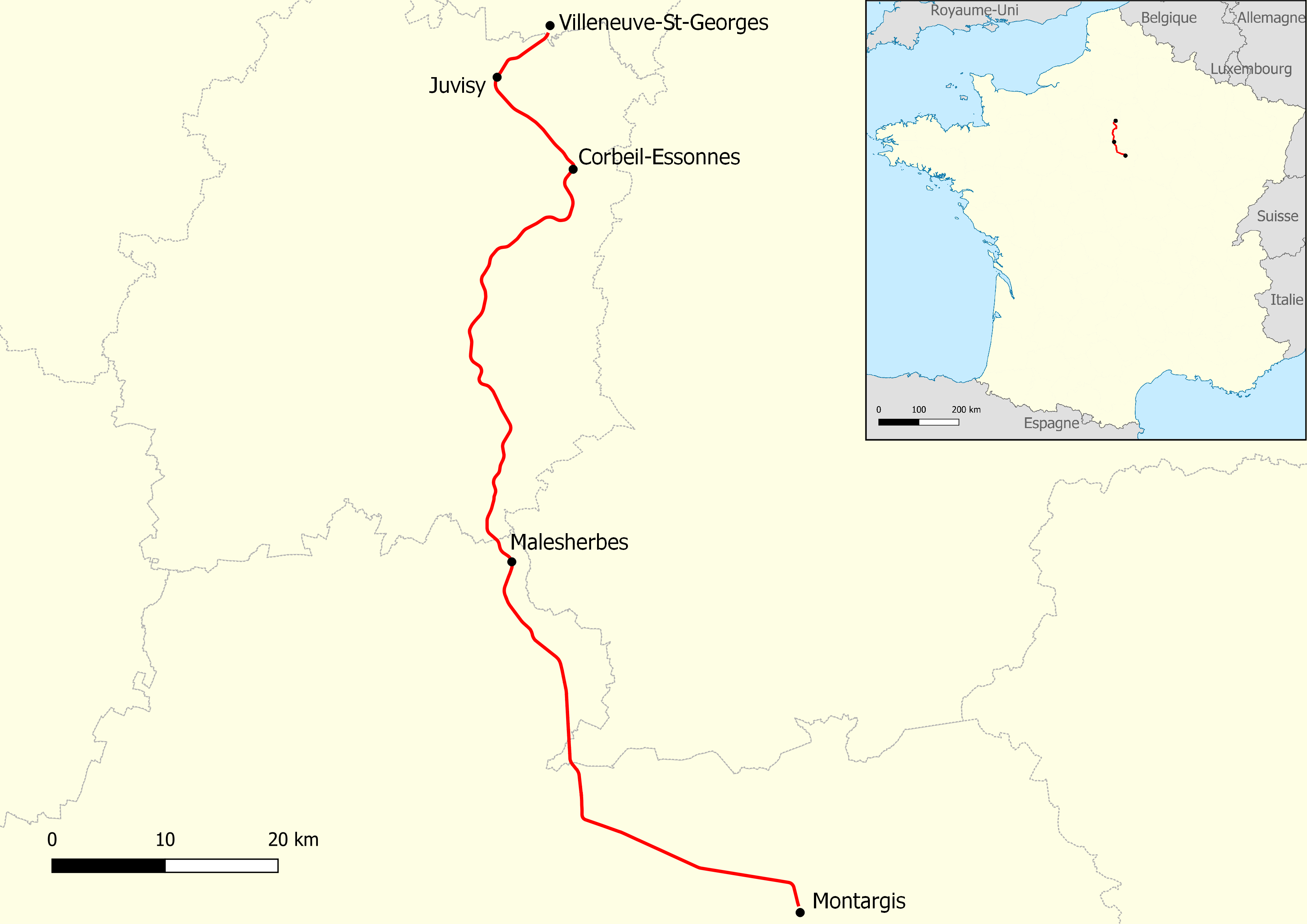
Streckenverlauf

### Abschnitt Juvisy nach Corbeil
Bereits 1838 gab es Bestrebungen, in Juvisy einen Streckenast von der Bahnstrecke nach Orléans gen Süden wegzuführen. Initiator einer entsprechenden Bewilligung war Casimir Leconte, Verwalter der königlichen Kuriere. Da die Eisenbahn in ihren Anfangsjahren kein hohes Ansehen genoss, wollte er ohne staatliche Hilfe und nur mithilfe von Einnahmen seines Wertpapierhandels ein entsprechendes Transportunternehmen betreiben. Er fand in dem aus Genf abstammenden François Bartholoni (1796–1881) einen Mitgesellschafter, der von dem Massentransportmittel Eisenbahn überzeugt war, sich durch seine Tätigkeit im Transportgewerbe bereits qualifiziert hatte und finanziell ebenfalls unabhängig war.
Ihre neu gegründete Compagnie du chemin de fer de Paris à Orléans projektierte zunächst die Strecke bis Juvisy. Zusammen mit der Bahnstrecke am linken Seineufer Paris-Austerlitz–Orléans, die später in der Bahnstrecke Paris–Marseille aufging, wurde auch die Zweigstrecke im Essonnetal von Juvisy nach Corbeil auf deren Antrag hin staatlich genehmigt. Die vielen Mühlen entlang der Essonne mit zu erwartendem Transportvolumen weckten das Interesse der Eisenbahner. Die Strecke bis Corbeil von Paris aus war am 17. September 1840 eröffnet worden, der Abschnitt Juvisy–Orléans folgte am 5. Mai 1843.

### Übernahme durch die PLM

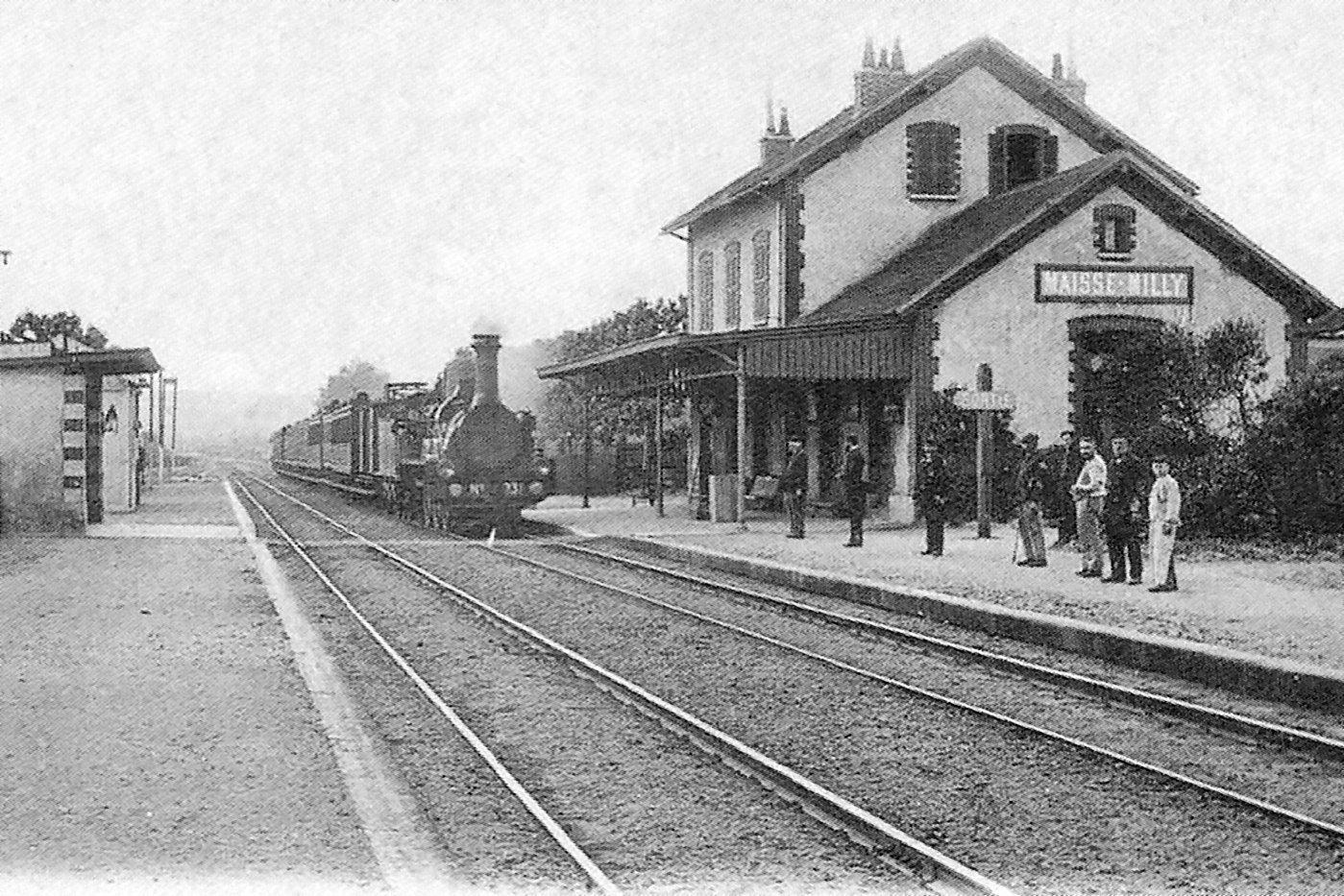
Bahnhof Maisse zu Beginn des 20. Jahrhunderts

Mit dem sogenannten „Syndicat du Bourbonnais“ vereinbarten die drei Eisenbahngesellschaften, Compagnie du chemin de fer de Paris à Orléans (PO), Compagnie des chemins de fer de Paris à Lyon (PLM) und Compagnie du chemin de fer Grand-Central de France (GC) zusammen mit dem Staat die Aufteilung von Konzessionen. Grenzbahnhof war der Keilbahnhof Juvisy, wo die Linien von PO und PLM zusammenstießen. Entsprechend wurde diese Strecke an die PLM veräußert und die Bahnstrecke ab Juvisy zur Bahnstrecke Paris–Orléans neu geordnet.
Ein Seine-Übergang zur dort operierenden GC war daher nur konsequent. Mit der am 18. Mai 1863 eröffneten Athis-Mons-Brücke aus Sandsteinbögen war diese Verbindung hergestellt. Diese Brücke hatte die Besonderheit, dass sie im Winkel von 70° zum Fluss gebaut war. Sie wurde im Deutsch-Französischen Krieg von den abziehenden französischen Truppen zerstört, um die Einnahme von Paris zu verhindern, aber bereits im Folgejahr wieder neu aufgebaut und 1903 in eine Stahl-Fachwerk-Konstruktion umgebaut.
Die Verlängerung bis Maisse erfolgte bis zum 5. Januar 1865 und bis Ende Mai 1867 bis Montargis. Der von Beginn an vorgesehene Doppelgleisausbau erfolgte im April 1882 bis Maisse und im Sommer 1883 bis Montargis.

## Ausstattung

### Sicherheitseinrichtungen
Die inzwischen zum französischen Standard avancierte Block automatique lumineux (BAL)-Signalisierung mit der Geschwindigkeitskontrolle Contrôle de vitesse par balises findet auch hier Anwendung.
Der knapp 7 km lange erste Abschnitt bis Jusivy ist vierspurig ausgebaut und besitzt keine Bahnübergänge mehr. Die folgenden 11 km sind dann zweigleisig und werden von zwei Bahnübergängen gekreuzt, während die übrige Strecke etliche Bahnübergänge aufweist. Ab Malesherbes findet kein Eisenbahnverkehr mehr statt, die Gleise sind aber noch vorhanden.

### Elektrifizierung
Die Strecke gehört logistisch zum Pariser Vorortnetz Réseau express régional d’Île-de-France und wird entsprechend mit 1,5 kV Gleichstrom bedient. Die Elektrifizierung erfolgte gemäß der nachfolgenden Tabelle 1950 bis 1992.
| Abschnitt                                   | Länge     | Einführung         |           |
| ------------------------------------------- | --------- | ------------------ | --------- |
| Villeneuve-Saint-Georges – Corbeil-Essonnes | 18,21 km  | 10. August 1950    |           |
| Corbeil-Essonnes – La Ferté-Alais           | 20,15 km  | 13. Januar 1984    |           |
| La-Ferté-Alais – Malesherbes                | 44,27 km  | 24. September 1992 |           |
| Malesherbes – Abzw. Montargis               | ~47,60 km | – keine –          | – keine – |
| Abzw. Montargis – Montargis                 | 0,77 km   | 8. März 1988       |           |

## Bedienung
Bei Übernahme der Strecke durch die SNCF 1938 wurde der nördliche Abschnitt Corbeil–Paris im Personenverkehr sechsmal täglich bedient. Die Fahrdauer betrug etwa eine Stunde. 1961 nach Einführung von Elektroloks reduzierte sich die Fahrzeit auf 33 Minuten, durchgehende Züge ohne Zwischenhalt benötigten 22 Minuten. Auf der übrigen Strecke beträgt die Fahrzeit 55 bis 60 Minuten für die Destination Corbeil–Malesherbes und 52 bis 63 Minuten für Malesherbes–Montargis. Zwischen Malesherbes und Montargis verkehren seit der Abschaffung des Personenverkehrs mit Einführung des Winterfahrplans am 26. September 1971 Busse, die aber – von Schulverstärkern abgesehen – nur etwa ein Drittel des früheren Bahnangebots ausmachen.
Heute verkehrende Züge verkehren im Verbund des RER mit der Linienbezeichnung RER D und dem Markennamen Transilien. Zwischen Villeneuve und Malesherbes zwischen Auxy-Juranville und Montargis findet gelegentlich Güterverkehr statt.